# Cerkiew św. Igora w Niżnym Nowogrodzie
Cerkiew św. Igora – współczesna cerkiew prawosławna w Niżnym Nowogrodzie, w eparchii niżnonowogrodzkiej.
Kamień węgielny pod budowę drewnianej cerkwi został położony 10 września 2006; prace budowlane ukończono w 2007 r. poświęcenia obiektu dokonał 30 listopada 2011 r. arcybiskup niżnonowogrodzki i arzamaski Jerzy. W planach eparchii cerkiew ma być pierwszym obiektem większego kompleksu zabudowań religijnych – obok jest budowana cerkiew św. Olgi oraz szkoła niedzielna.

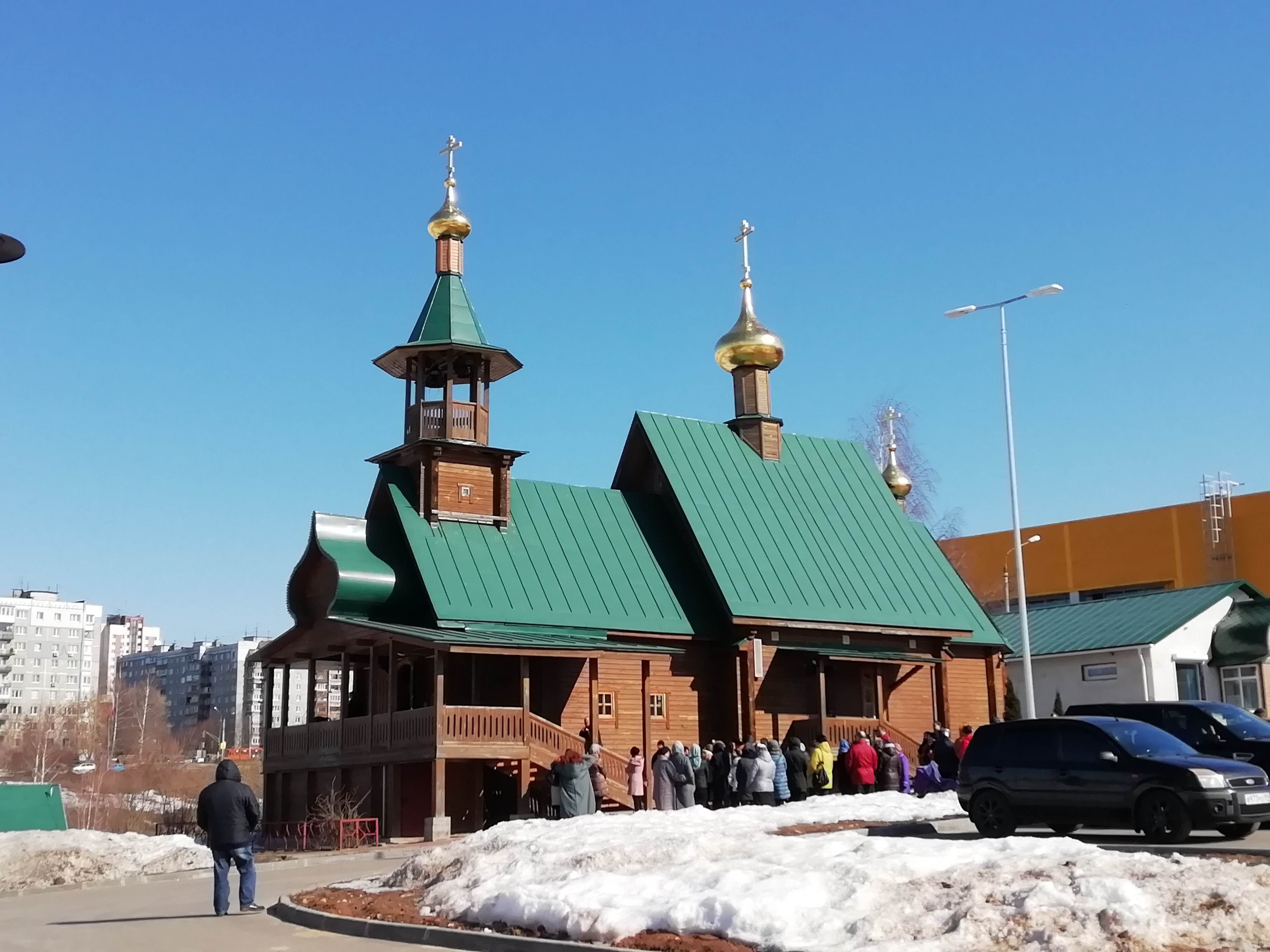
Widok ogólny
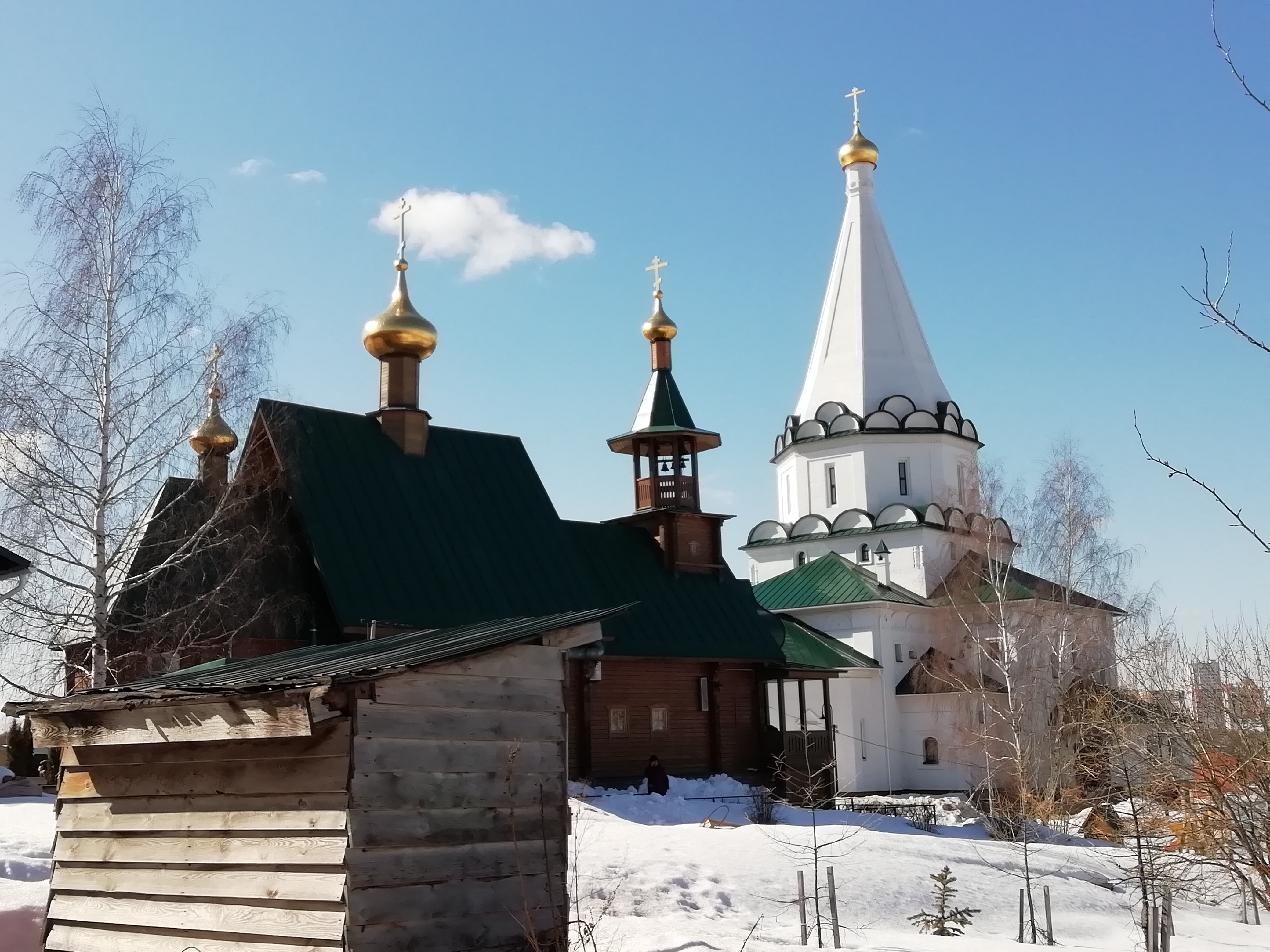
Cerkwie: św. Igora i św. Olgi